# Airbag (spanische Band)
Airbag ist eine spanische Power-Pop-Band aus Málaga.

## Bandgeschichte
Airbag wurde 1998 in Estepona, einer Stadt an der Costa del Sol, gegründet. Die Band hat ihre Wurzeln im Punk-Rock und im Surf Rock nach kalifornischem Vorbild. In den ersten Jahren tourten sie durch Spanien und veröffentlichten zwei Demos, bevor sie 2000 ihr Debütalbum Mondo cretino beim Label Wild Punk Records veröffentlichten. Sie erregten genug Aufmerksamkeit für einen Plattenvertrag beim neu gegründeten BMG-Ableger El Ejército Rojo. Doch nach Erscheinen des zweiten Albums Ensamble cohetes im März 2003 wurde der Vertrag wieder aufgelöst.
In den folgenden Jahren entwickelten sie sich stilistisch weiter in Richtung Power Pop und zogen auch um in die Hauptstadt Madrid. Weitere Alben erschienen wieder beim kleineren Wild-Punk-Label. Mit ihrem sechsten Studioalbum in 15 Jahren, Gotham te necesita schafften sie es 2015 erstmals auch in die spanischen Charts.

## Diskografie
Alben
- Mondo cretino (2000)
- Ensamble cohetes (2003)
- ¿Quién mató a Airbag? (2005)
- Alto disco (2008)
- 16 Versiones y rarezas para Norbert y Cali (2010)
- Manual de montaña rusa (2011)
- Gotham te necesita (2015)
- Cementerio indie (2019)